# RESCUE (KAT-TUNの曲)
「RESCUE」（レスキュー）は、日本の男性アイドルグループ・KAT-TUNの10枚目のシングル。2009年3月11日にJ-One Recordsから発売された。

## 概要
表題曲はサビが全て英語詞であり、カップリングの「7 DAYS BATTLE」もラップ詞以外は全てが英語詞である。
前作からの発売はちょうど1か月であり、KAT-TUNデビュー以降、最も短い間隔での発売となっている。
シングルを2か月連続でリリースすることは珍しくないが、ジャニーズ事務所所属のアーティストとしては、異例であった。
イントロ部分の心臓の音は、中丸のヒューマンビートボックスである。また中丸が主演主題歌だったこともあり、シングルでは初の中丸のメインボーカルパートが複数入ってる。
オリコンシングル週間チャート初登場1位を獲得。デビューから10作連続1位であり、NEWSと並ぶ歴代2位タイとなったが、2か月後にNEWSが「恋のABO」で11作連続初登場1位となったため、歴代3位になっている。初動売上も3作ぶりに30万枚を突破した。

## 収録曲

### CD

#### 初回限定盤・通常盤 , 通常盤/初回プレス仕様
※は通常盤のみ収録。
1. RESCUE
作詞:ECO、Rap詞：JOKER、作曲:Shusui/Tord Bäckström/Bengt Girell/Jan Nilsson、編曲：Stefan Åberg / ha-j
  - 中丸雄一主演 TBS系土8ドラマ『RESCUE〜特別高度救助隊』主題歌
2. 7 DAYS BATTLE
作詞:Sean-D、Rap詞:JOKER、作曲・編曲:Fredrik Hult / Sebastian Thott / Didrik Thott
3. On Your Mind - Please come back to me -
作詞:SPIN、作曲:Sharon Vaughn / Harry Sommerdahl / Niklas Jarl、編曲:Yoshinao Mikami
4. RESCUE (オリジナル･カラオケ) ※
5. 7 DAYS BATTLE (オリジナル･カラオケ) ※

### DVD
※初回限定盤のみ収録
1. 「RESCUE」ビデオ・クリップ+メイキング